# Andrea Casali
Andrea Casali (17 de noviembre de 1705-7 de septiembre de 1784) fue un pintor italiano del período rococó. También fue comerciante de arte en Inglaterra. 
Nació en Civitavecchia en los estados papales y estudió con Sebastiano Conca y Francesco Trevisani. Hasta 1738 fue pintor decorativo de iglesias romanas y en 1729 fue nombrado Caballero de la Espuela de Oro; por esto en Inglaterra se le llamó "el caballero Casali".  Viajó a Inglaterra en 1741 y permaneció allí durante veinticinco años. Fue un maestro de James Durno. 

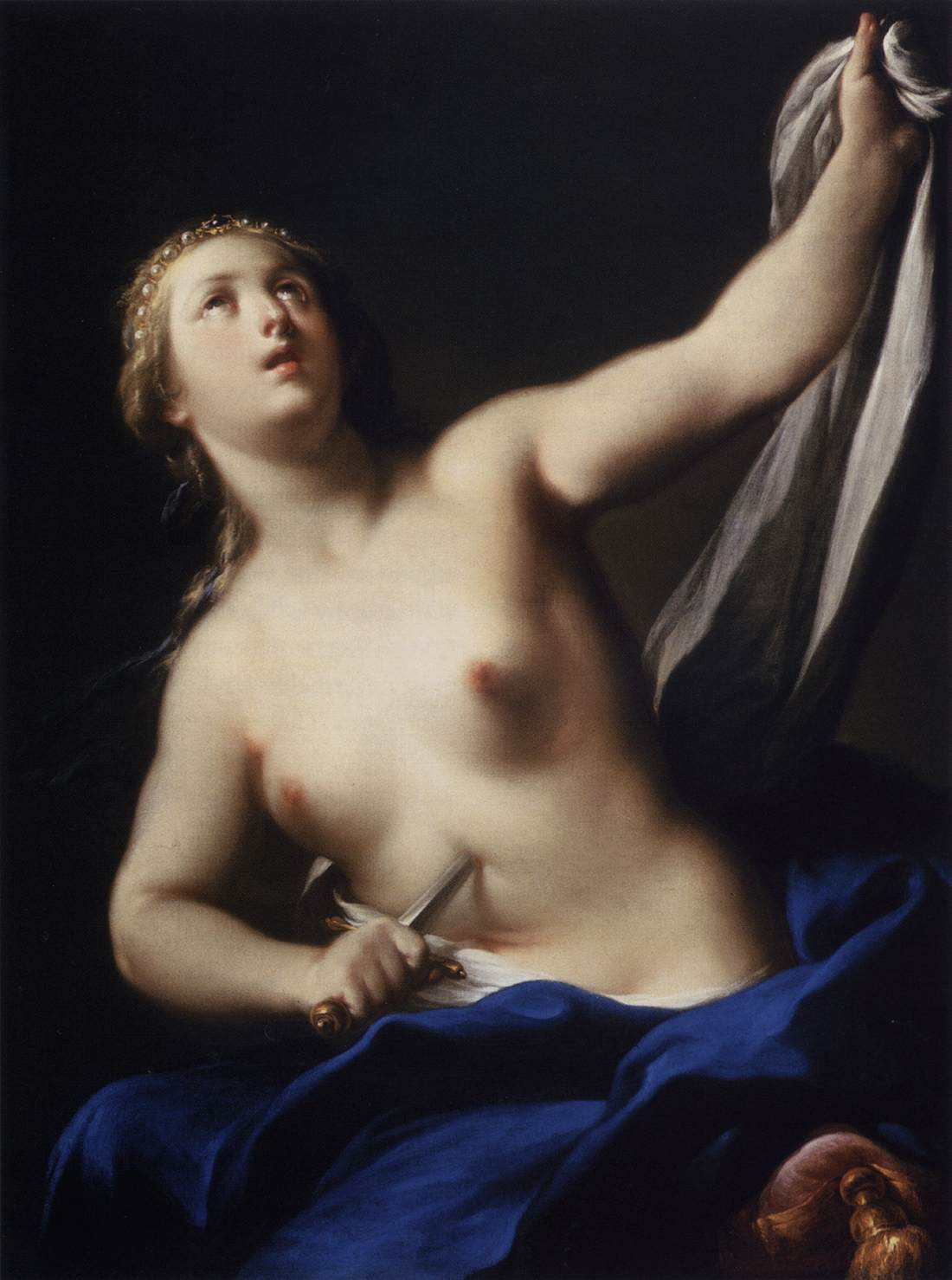
Lucrecia, Museo de Bellas Artes (Budapest).

Algunas fuentes afirman erróneamente su fecha de nacimiento en 1720 (por ejemplo, Bryan y Hobbes).  Entre sus clientes ingleses se encontraban Thomas Coke , conde de Leicester (1697–1759), y el concejal William Beckford. En Inglaterra realizó dos subastas, lo que también revelaba que era un comerciante de arte. Dejó Inglaterra en 1766, después de lo cual vivió algunos años en Roma, donde murió en 1784.

## Obras
(lista parcial): 
- La Virgen y el Niño, después de Rafael, aguafuerte, museo de bellas artes de San Francisco
- St. Edward the Martyr, Burton Constable Hall, Humberside, Reino Unido
- Lucrecia lamentando su desgracia, 1761, Museo del Louvre, París
- Inocencia triunfante, aguafuerte, museo de bellas artes de San Francisco
- Adoración de los Reyes Magos, 1750,  Hospital Foundling Museum, Londres
- Alegoría del otoño, c. 1760, Museos y galerías de Leeds, Reino Unido
- Alegoría del verano, 1760, Museo de Arte Holburne, Bath, Reino Unido
- Retrato de Sir Charles Frederick, 1738, Ashmolean Museum, Universidad de Oxford, Reino Unido
- Lucrecia, Museo de Bellas Artes, Budapest
- Madonna del Rosario, 1731, Palazzo Vescovile, Rieti
- Anunciación y Adorazione dei Magi, 1738, Accademia Albertina, Turín
- Lot ubriacato dalle figlie, collection privée, New York
- Martirio de Santa Cristina, 1732, colegiata de Bolsena, Viterbo
- Angélica y Medoro, Bemberg Fondation Toulouse
- Bacco e Arianna, 1755, Grundy Art Gallery, Blackpool, Reino Unido
- Galatea, Galería de Arte, Glasgow, Reino Unido
- Adorazione dei Magi, Staatsgalerie, Stuttgart, Alemania
- Ercole e Onfale, colección privada, Roma
- Lot e le figlie y Susanna ei vecchioni, colección Lemme, Roma
- Il banchetto di Antonio e Cleopatra, colección privada, Londres
- Ester e Assuero, colección Cei, Florencia
- Allegoria delle Arti e delle Scienze, Dyram Park, Gloucestershire, Reino Unido
- Visione di San Felice di Valois y Scena della vita di San Michele, colección del marqués de Lozoya, Madrid
- Continenza di Scipione, Rhode Island School of Design Museum, Nueva York, Estados Unidos
- San Giovanni Battista in preghiera, Museo Ringling, Sarasota Florida, Estados Unidos
- Marco Antonio y Cleopatra, palacio real de la Granja de San Ildefonso, Segovia, España
- Retrato de Lady Anne Howard, 1759, Ingatestone, Essex, Reino Unido
- William Beckford fanciullo, 1765, colección Hamilton, Escocia
- Cristo morto compianto dagli angeli, 1737, Catedrale San Liberatore, Magliano Sabina, Rieti
- La famiglia di Darío davanti Alessandro Magno, colección privada, Ámsterdam
- Adorazione dell'agnello mistico da parte dei ventiquattro anziani dell'Apocalisse, 1735, Musée du Barocco, Palazzo Chigi, Ariccia